# 16 Cygni Bb
16 Cygni Bb é um planeta extrassolar a aproximadamente 70 anos-luz de distância na Constelação de Cygnus. O planeta foi descoberto em órbita de uma estrela do mesmo tipo do Sol, a 16 Cygni B, uma das componentes do sistema de três estrelas 16 Cygni. Faz uma revolução a cada 799 dias e foi o primeiro "Júpiter excêntrico" a ser descoberto.

## Descoberta
Em outubro de 1996 a descoberta de um companheiro de massa planetária para a estrela  16 Cygni B foi anunciada, com uma massa de o mínimo 1.68 a massa de Júpiter. Até então, era o planeta de maior excentricidade entre todos os planetas extrassolares conhecidos. Essa descoberta foi feita através da medição da velocidade radial da estrela. Como a inclinação de sua órbita permanece desconhecida, pode-se deferir apenas um limite mais baixo da massa do planeta.

A órbita de 16 Cygni Bb (elipse preta) comparada à dos planetas do sistema solar.
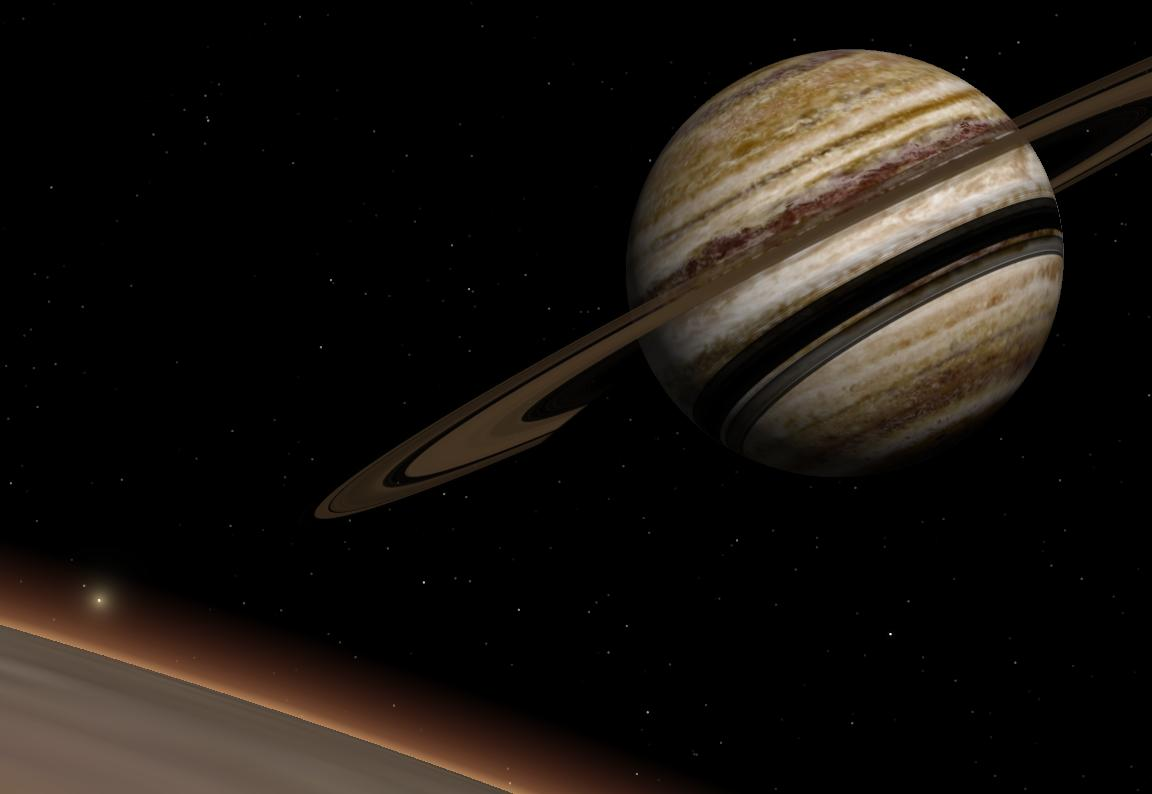
16 Cygni Bb em uma rendição artístiva, visto de uma lua fictícia, a estrela poente 16 Cygni A é vista no horizonte.